# Фудбалска репрезентација Америчких Девичанских Острва
Фудбалска репрезентација Америчких Девичанских Острва (енгл. United States Virgin Islands national soccer team) је фудбалски тим који представља Америчкa Девичанскa Острвa на међународним такмичењима под контролом Фудбалског савеза Америчких Девичанских Острв који се налази у оквиру Карипске фудбалске уније и Конкакаф-а. Такође је члан ФИФА.
Иако је ФИФА званично признала тим АДОа као придруженог члана тек 1992. године, савез Девичанских острва основао је 1970их година држављанин Тринидада Роберт Т. Вилс који је помогао у изградњи основе АДО фудбалске федерације каква је данас позната. Тим је своју прву званичну међународну утакмицу одиграо 21. марта 1998. у победи против Британских Девичанских острва. У мају 2011. године, шеф фудбалске федерације АДО, Фредерик Хиларен, започео је амбициозне промене у тиму и за техничког директора именовао Кита Грифита, бившег тренера и капитена репрезентације Барбадоса и бившег тренера клуба из Тринидада и Тобага, Џо Паблик ФКа. У року од два месеца од именовања Грифита, тим је заузео 51 место на Светској ранг листи ФИФА. Фудбал је трећи најпопуларнији спорт на острвима.

## Учешћа на такмичењима

### Светска првенства
| Светско првенство у фудбалу | Светско првенство у фудбалу | Светско првенство у фудбалу | Светско првенство у фудбалу | Светско првенство у фудбалу | Светско првенство у фудбалу | Светско првенство у фудбалу | Светско првенство у фудбалу | Светско првенство у фудбалу |                | Квалификације за Светско првенство у фудбалу | Квалификације за Светско првенство у фудбалу | Квалификације за Светско првенство у фудбалу | Квалификације за Светско првенство у фудбалу | Квалификације за Светско првенство у фудбалу | Квалификације за Светско првенство у фудбалу |
| Година                      | Коло                        | Позиција                    | Ута                         | П                           | Н*                          | И                           | ГД                          | ГП                          | Ута            | П                                            | Н*                                           | И                                            | ГД                                           | ГП}                                          |                                              |
| --------------------------- | --------------------------- | --------------------------- | --------------------------- | --------------------------- | --------------------------- | --------------------------- | --------------------------- | --------------------------- | -------------- | -------------------------------------------- | -------------------------------------------- | -------------------------------------------- | -------------------------------------------- | -------------------------------------------- | -------------------------------------------- |
| 1930. до 1998.              | Није члан ФИФА              | Није члан ФИФА              | Није члан ФИФА              | Није члан ФИФА              | Није члан ФИФА              | Није члан ФИФА              | Није члан ФИФА              | Није члан ФИФА              | Није члан ФИФА | Није члан ФИФА                               | Није члан ФИФА                               | Није члан ФИФА                               | Није члан ФИФА                               | Није члан ФИФА                               |                                              |
| 2002.                       | Није се квалификовао        | Није се квалификовао        | Није се квалификовао        | Није се квалификовао        | Није се квалификовао        | Није се квалификовао        | Није се квалификовао        | Није се квалификовао        | 2              | 0                                            | 0                                            | 2                                            | 1                                            | 14                                           |                                              |
| 2006.                       | Није се квалификовао        | Није се квалификовао        | Није се квалификовао        | Није се квалификовао        | Није се квалификовао        | Није се квалификовао        | Није се квалификовао        | Није се квалификовао        | 2              | 0                                            | 0                                            | 2                                            | 0                                            | 11                                           |                                              |
| 2010.                       | Није се квалификовао        | Није се квалификовао        | Није се квалификовао        | Није се квалификовао        | Није се квалификовао        | Није се квалификовао        | Није се квалификовао        | Није се квалификовао        | 1              | 0                                            | 0                                            | 1                                            | 0                                            | 10                                           |                                              |
| 2014.                       | Није се квалификовао        | Није се квалификовао        | Није се квалификовао        | Није се квалификовао        | Није се квалификовао        | Није се квалификовао        | Није се квалификовао        | Није се квалификовао        | 8              | 2                                            | 0                                            | 6                                            | 6                                            | 41                                           |                                              |
| 2018.                       | Није се квалификовао        | Није се квалификовао        | Није се квалификовао        | Није се квалификовао        | Није се квалификовао        | Није се квалификовао        | Није се квалификовао        | Није се квалификовао        | 2              | 1                                            | 0                                            | 1                                            | 1                                            | 4                                            |                                              |
| 2022.                       | Није се квалификовао        | Није се квалификовао        | Није се квалификовао        | Није се квалификовао        | Није се квалификовао        | Није се квалификовао        | Није се квалификовао        | Није се квалификовао        | 4              | 0                                            | 0                                            | 4                                            | 0                                            | 15                                           |                                              |
| 2026                        | није играно                 | није играно                 | није играно                 | није играно                 | није играно                 | није играно                 | није играно                 | није играно                 | није играно    | није играно                                  | није играно                                  | није играно                                  | није играно                                  | није играно                                  |                                              |
| Укупно                      | –                           | 0/22                        | –                           | –                           | –                           | –                           | –                           | –                           | 19             | 3                                            | 0                                            | 16                                           | 8                                            | 95                                           |                                              |

## Резултати репрезентације
Ажурирано 19. новембар 2019.
| Противник                   | Играно | Победе | Нерешено | Изгуб. | ГД | ГП  | ГР   | % Поб |
| --------------------------- | ------ | ------ | -------- | ------ | -- | --- | ---- | ----- |
| Ангвила                     | 3      | 1      | 1        | 1      | 3  | 1   | +2   | 50%   |
| Антигва и Барбуда           | 3      | 0      | 0        | 3      | 1  | 23  | −22  | 0%    |
| Бахами                      | 1      | 0      | 1        | 0      | 0  | 0   | 0    | 0%    |
| Барбадос                    | 5      | 1      | 0        | 4      | 1  | 12  | −11  | 20%   |
| Бермуди                     | 1      | 0      | 0        | 1      | 0  | 6   | −6   | 0%    |
| Бонер                       | 1      | 0      | 0        | 1      | 1  | 2   | −1   | 0%    |
| Британска Девичанска Острва | 8      | 3      | 2        | 3      | 6  | 11  | −5   | 37.5% |
| Канада                      | 1      | 0      | 0        | 1      | 0  | 8   | −8   | 0%    |
| Кајманска Острва            | 2      | 0      | 0        | 2      | 0  | 3   | −3   | 0%    |
| Курасао                     | 4      | 0      | 0        | 4      | 1  | 21  | −20  | 0%    |
| Доминиканска Република      | 2      | 0      | 0        | 3      | 3  | 17  | −14  | 0%    |
| Гренада                     | 4      | 0      | 0        | 4      | 1  | 18  | −17  | 0%    |
| Гваделуп                    | 1      | 0      | 0        | 1      | 0  | 11  | −11  | 0%    |
| Гвајана                     | 1      | 0      | 0        | 1      | 0  | 7   | −7   | 0%    |
| Хаити                       | 4      | 0      | 0        | 4      | 1  | 36  | −35  | 0%    |
| Јамајка                     | 1      | 0      | 0        | 1      | 1  | 11  | −10  | 0%    |
| Монтсерат                   | 1      | 0      | 0        | 1      | 0  | 1   | −1   | 0%    |
| Сент Китс и Невис           | 2      | 0      | 0        | 2      | 0  | 12  | −12  | 0%    |
| Света Луција                | 3      | 0      | 0        | 3      | 1  | 25  | −24  | 0%    |
| Свети Мартин Ф.             | 3      | 1      | 1        | 1      | 3  | 3   | 0    | 33.3% |
| Сент Винсент и Гренадини    | 2      | 0      | 0        | 2      | 1  | 14  | −13  | 0%    |
| Свети Мартин Х.             | 1      | 1      | 0        | 0      | 2  | 1   | +1   | 100%  |
| Теркс и Кејкос              | 1      | 0      | 1        | 0      | 2  | 2   | 0    | 0%    |
| Total                       | 57     | 7      | 6        | 44     | 29 | 245 | −216 | 13%   |